# Бердянск (метеорит)
Бердянск — каменный метеорит из подкласса хондритов, весом 2365 граммов.
Метеорит был найден в окрестностях города Бердянск Таврической губернии Российской Империи — в Северном Приазовье при раскопках скифского кургана в 1843 году. Известно, что в 1877 году его исследовал Александр Александрович Иностранцев, который получил его от некоего И. М. Падейского. Первоначальная масса метеорита «Бердянск» — перед началом исследования его кристаллической структуры и химического состава составляла около 2700 граммов, ныне — 2365 граммов. 
Метеорит имеет темно-вишневую (буро-красную) поверхность c вкраплениями блестящих железоникелевых зерен-кристаллитов. Такое название этот класс каменных метеоритов получил благодаря «хондрам» — сферокристаллитным микрообразованиям силикатного состава. Большинство сферокристаллитных (сферолитных) хондр имеет размер менее 1 мм в диаметре, но некоторые достигают и нескольких миллиметров. Сами хондры находятся в сверхмелкокристаллической (нанокристаллической — практически аморфной — стеклообразной силикатной матрице. Возраст таких метеоритов оценивается ныне в 4,5 млрд лет, то есть они — ровесники нашей планеты.